# Arachnothryx discolor
Arachnothryx discolor är en måreväxtart som först beskrevs av Carl Sigismund Kunth, och fick sitt nu gällande namn av Jules Émile Planchon. Arachnothryx discolor ingår i släktet Arachnothryx och familjen måreväxter. Inga underarter finns listade i Catalogue of Life.